# Veriña
Veriña es la parroquia más pequeña del concejo asturiano de Gijón, España. Pertenece a su Distrito Rural.

## Población
En 2008 tenía una población de 177 habitantes y en 2022 alcanzaba los 680.

## Situación
Está ubicada en la parte occidental del concejo, bordeando con Carreño. Ya dentro del concejo de Gijón, Veriña bordea con los barrios de Jove, La Calzada y Tremañes así como con la parroquia de Poago. Entre el cabo de Torres y una loma más al sur se abre un valle por el que surca el río Aboño.

### Transportes
A pesar de su reducido tamaño, Veriña presenta un importante nudo ferroviario entre vías de ancho ibérico y ancho métrico. La estación de Veriña combina ambas vías y ofrece servicios de Cercanías (línea C-1) y de Renfe Cercanías AM, (línea C-4)
Hay un viaducto destinado a la carretera GJ-10.
La única línea de EMTUSA en la parroquia es la línea 21.

## Historia
La parroquia ya aparece mencionada en un texto del año 1220. Concretamente en un inventario de bienes del Monasterio de San Pelayo, en Oviedo. Allí se habla de «Petrus de Verinna». Debe tenerse en cuenta que en la Edad Media la "nn" representaba el sonido de la actual "ñ".
En 1874 se inaugura el ferrocarril de Gijón-Pola de Lena, pasando el trazado por Veriña para poder sortear el río Aboño. Sobre 1910 Nemesia Muñiz funda el Petit Hotel Venecia, que gozaría de gran prestigio, tanto, que el Ayuntamiento construiría la estación de Veriña para facilitar su acceso. El merendero sería famoso entre los gijoneses por sus fiestas durante los años 1920 y 1930 y cerraría sobre 1962. También existió una popular fábrica de azúcar.
En los años 1950 se construye un ramal destinado al Ferrocarril de Carreño y unos años antes el ferrocarril de La Camocha.

## Toponimia
El origen del nombre de la parroquia se desconoce. En su libro Diccionario toponímico del concejo de Gijón, el filólogo especializado en lengua asturiana Ramón d'Andrés recoge una hipótesis que intenta explicarlo. Según este autor, es posible que derive de un nombre romano de hombre, que sería el propietario de alguna tierra o finca del lugar. Ese nombre sería probablemente Verinius. De acuerdo con Ramón d'Andrés, la denominación de la parroquia provendría entonces de una expresión como Villam Veriniam ("la casería de Verinius").

## Equipamientos
Veriña cuenta con un cementerio municipal, asociado a Jove, un depósito de agua de 33 000 m³ y la correspondiente infraestructura ferroviaria.

## Deportes
Tiene un equipo de fútbol, el Veriña Club de Fútbol. Este equipo de fútbol fue fundado en 1960 como Atlético Venecia y en 1963 se renombró. En 2019 se convierte en filial de la UC Ceares.

## Lugares
Se indican entre paréntesis las denominaciones en asturiano, que tienen carácter oficial:
- Veriña de Abajo (Veriña de Baxo)
- Veriña de Arriba (Veriña de Riba)